# Myrcianthes cisplatensis
Myrcianthes cisplatensis är en myrtenväxtart som först beskrevs av Jacques Cambessèdes, och fick sitt nu gällande namn av Otto Karl Berg. Myrcianthes cisplatensis ingår i släktet Myrcianthes och familjen myrtenväxter. Inga underarter finns listade i Catalogue of Life.